# Équipe d'Éthiopie de football à la Coupe d'Afrique des nations 2021
L’équipe d'Éthiopie de football participe à la Coupe d'Afrique des nations 2021 organisée au Cameroun du 9 janvier au 6 février 2022. Il s'agit de la 11e participation des Antilopes, emmenées par Wubetu Abate. L'Éthiopie est éliminée au premier tour, après deux défaites face au Cap-Vert (0-1) et au Cameroun (1-4) et un match nul face au Burkina Faso (1-1).

## Qualifications
L'Éthiopie est placée dans le groupe K des qualifications qui se déroulent de novembre 2019 à mars 2021. Ces éliminatoires sont perturbés par l'épidémie de covid-19. Elle se qualifie en prenant la deuxième place du groupe.
| Rang | Équipe        | Pts | J | G | N | P | Bp | Bc | Diff |  | Résultats (▼ dom., ► ext.) |     |     |     |     |
| ---- | ------------- | --- | - | - | - | - | -- | -- | ---- |  | -------------------------- | --- | --- | --- | --- |
| 1    | Côte d'Ivoire | 13  | 6 | 4 | 1 | 1 | 11 | 5  | +6   |  | Côte d'Ivoire              |     | 3-1 | 2-1 | 1-0 |
| 2    | Éthiopie      | 9   | 6 | 3 | 0 | 3 | 10 | 6  | +4   |  | Éthiopie                   | 2-1 |     | 4-0 | 3-0 |
| 3    | Madagascar    | 8   | 6 | 2 | 2 | 2 | 9  | 9  | 0    |  | Madagascar                 | 1-1 | 1-0 |     | 0-0 |
| 4    | Niger         | 4   | 6 | 1 | 1 | 4 | 3  | 13 | -10  |  | Niger                      | 0-3 | 1-0 | 2-6 |     |

| 1re journée                  | Madagascar    | 1 - 0 | Éthiopie |                                             |                                             |
| 16 novembre 2019 16h00 UTC+3 | Raveloson 18e | (1-0) |          | Stade municipal de Mahamasina, Antananarivo | Stade municipal de Mahamasina, Antananarivo |

| 2e journée                   | Éthiopie                        | 2 - 1 | Côte d'Ivoire |                        |                        |
| 19 novembre 2019 16h00 UTC+3 | Dagnachew 16e · Bekele Godo 26e | (2-1) | 4e Aurier     | Tigray Stadium, Mekele | Tigray Stadium, Mekele |

| 3e journée       | Niger       | 1 - 0   | Éthiopie |  |  |
| 13 novembre 2020 | Oumarou 73e | (0 - 0) |          |  |  |

| 4e journée       | Éthiopie                                  | 3 - 0   | Niger |  |  |
| 17 novembre 2020 | Gebremichael 13e · Mesud 43e · Kebede 70e | (2 - 0) |       |  |  |

| 5e journée   | Éthiopie                                          | 4 - 0   | Madagascar |                               |                               |
| 22 mars 2021 | Gebremichael 19e Kebede 34e Nassir 41e Bekele 86e | (3 - 0) |            | Stade de Baher Dar, Baher Dar | Stade de Baher Dar, Baher Dar |

| 6e journée   | Côte d'Ivoire                         | 3 - 1   | Éthiopie   |                                                          |                                                          |
| 29 mars 2021 | Boly 3e Kessié 19e (pen.) Kouassi 76e | (2 - 1) | 74e Kebede | Stade olympique Ebimpé, Abidjan Arbitrage : Charles Bulu | Stade olympique Ebimpé, Abidjan Arbitrage : Charles Bulu |

### Statistiques

#### Buteurs
| Buts | Joueurs                                           |
| ---- | ------------------------------------------------- |
| 3    | Getaneh Kebede                                    |
| 2    | Amanuel Gebremichael, Shimeles Bekele             |
| 1    | Surafel Dagnachew, Mohamed Mesud, Abubeker Nassir |

## Compétition

### Tirage au sort
Le tirage au sort de la CAN 2021 est effectué le 17 août 2021 à Yaoundé. L'Éthiopie, 137e nation au classement FIFA, est placée dans le chapeau 4. Le tirage place les Lions indomptables dans le groupe A, avec le Cameroun (chapeau 1 en tant que pays-hôte, 54e au classement FIFA), le Burkina Faso (chapeau 2, 62e au classement Fifa) et le Cap-Vert (chapeau 3, 77e).

### Premier tour
| Rang | Équipe       | Pts | J | G | N | P | Bp | Bc | Diff |  | Résultats (▼ dom., ► ext.) |  |     |     |     |
| ---- | ------------ | --- | - | - | - | - | -- | -- | ---- |  | -------------------------- |  | --- | --- | --- |
| 1    | Cameroun     | 7   | 3 | 2 | 1 | 0 | 7  | 3  | +4   |  | Cameroun                   |  | 2-1 | 1-1 | 4-1 |
| 2    | Burkina Faso | 4   | 3 | 1 | 1 | 1 | 3  | 3  | 0    |  | Burkina Faso               |  |     | 1-0 | 1-1 |
| 3    | Cap-Vert     | 4   | 3 | 1 | 1 | 1 | 2  | 2  | 0    |  | Cap-Vert                   |  |     |     | 1-0 |
| 4    | Éthiopie     | 1   | 3 | 0 | 1 | 2 | 2  | 6  | -4   |  | Éthiopie                   |  |     |     |     |

     Équipe qualifiée ou victorieuse; Pts = points; J = joués; G = gagnés; N = nuls; P = perdus;
Bp = buts pour; Bc = buts contre; Diff = différence de buts
| Match 2                  | Éthiopie                   | 0 - 1   | Cap-Vert      | Stade de football d'Olembe, Yaoundé                                   |                                                                       |
| 9 janvier 2022 20h00 WAT |                            | (0 - 1) | 45+1e Tavares | Arbitrage : Hélder Martins de Carvalho Arbitre vidéo : Mahmoud Ashour | Arbitrage : Hélder Martins de Carvalho Arbitre vidéo : Mahmoud Ashour |
| 9 janvier 2022 20h00 WAT | Bayeh 9e, 12e · Tamene 39e | Rapport | 25e Rodrigues | Arbitrage : Hélder Martins de Carvalho Arbitre vidéo : Mahmoud Ashour | Arbitrage : Hélder Martins de Carvalho Arbitre vidéo : Mahmoud Ashour |

| Match 13                  | Cameroun                                    | 4 - 1   | Éthiopie      | Stade de football d'Olembe, Yaoundé                                  |                                                                      |
| 13 janvier 2022 17h00 WAT | Toko-Ekambi 8e 67e · Aboubakar 53e 55e      | (1 - 1) | 4e Hotessa    | Arbitrage : Jean Jacques Ndala Ngambo Arbitre vidéo : Haythem Guirat | Arbitrage : Jean Jacques Ndala Ngambo Arbitre vidéo : Haythem Guirat |
| 13 janvier 2022 17h00 WAT | Hongla 7e · Choupo-Moting 7e · A. Onana 88e | Rapport | 15e Dagnachew | Arbitrage : Jean Jacques Ndala Ngambo Arbitre vidéo : Haythem Guirat | Arbitrage : Jean Jacques Ndala Ngambo Arbitre vidéo : Haythem Guirat |

| Match 26                  | Burkina Faso | 1 - 1   | Éthiopie                  | Stade omnisports de Bafoussam, Bafoussam                           |                                                                    |
| 17 janvier 2022 17h00 WAT | Bayala 24e   | (1 - 0) | 52e (pen.) Kebede         | Arbitrage : Ahmad Imtehaz Heeralall Arbitre vidéo : Mahmoud Ashour | Arbitrage : Ahmad Imtehaz Heeralall Arbitre vidéo : Mahmoud Ashour |
| 17 janvier 2022 17h00 WAT |              | Rapport | 36e Endashaw · 74e Kebede | Arbitrage : Ahmad Imtehaz Heeralall Arbitre vidéo : Mahmoud Ashour | Arbitrage : Ahmad Imtehaz Heeralall Arbitre vidéo : Mahmoud Ashour |

### Statistiques

#### Buteurs
Dawa Hotessa et Getaneh Kebede ont marqué les deux seuls buts de l'Ethiopie dans cette phase finale.
| Buts | Joueurs        | Adversaires      |
| ---- | -------------- | ---------------- |
| 1    | Dawa Hotessa   | Cameroun (1)     |
| 1    | Getaneh Kebede | Burkina Faso (1) |